# Lepthyphantes thienemanni
Lepthyphantes thienemanni là một loài nhện trong họ Linyphiidae.
Loài này thuộc chi Lepthyphantes. Lepthyphantes thienemanni được Ehrenfried Schenkel-Haas miêu tả năm 1925.